# Olena Shekhovtsova
Olena Shekhovtsova (en ukrainien : Олена Шеховцова, née le 31 mai 1972) est une athlète ukrainienne spécialiste du saut en longueur. 

## Carrière
Olena Shekhovtsova participe à deux Jeux olympiques, en 1996, où elle se classe 5e, et réalise son record personnel (6,97 m), et en 2000, où elle prend la 11e place.
Elle remporte par deux fois le saut en longueur aux Universiades, en 1997 et 1999.
En 2000, Olena Shekhovtsova se classe 7e aux Championnats d'Europe en salle, avec 6,56 m.

### Palmarès
| Date | Compétition                    | Lieu              | Résultat | Performance |
| ---- | ------------------------------ | ----------------- | -------- | ----------- |
| 1996 | Jeux olympiques                | Atlanta           | 5e       | 6,97 m      |
| 1997 | Universiade                    | Catane            | 1re      | 6,78 m      |
| 1999 | Universiade                    | Palma de Majorque | 1re      | 6,92 m      |
| 2000 | Championnats d'Europe en salle | Gand              | 7e       | 6,56 m      |
| 2000 | Jeux olympiques                | Sydney            | 11e      | 6,37 m      |

### Records
| Épreuve          | Performance | Lieu     | Date              |
| ---------------- | ----------- | -------- | ----------------- |
| Saut en longueur | 6,97 m      | Atlanta  | 2 août 1996       |
| Triple saut      | 13,77 m     | Belgrade | 20 septembre 1997 |

| Épreuve          | Performance | Lieu      | Date            |
| ---------------- | ----------- | --------- | --------------- |
| Saut en longueur | 6,72 m      | Brovary   | 23 janvier 2000 |
| Triple saut      | 13,66 m     | Vinnytsia | 9 janvier 1999  |